# Osiedle Tysiąclecia (Biała)
Osiedle Tysiąclecia – osiedle mieszkaniowe w Białej.
Osiedle położone jest we wschodniej części miasta. Od strony zachodniej graniczy ze Starym Miastem. Na wschód od niego znajdują się Szonowice.
Osiedle powstało w czasie PRL.
Nazwa osiedla upamiętnia Tysiąclecie Państwa Polskiego.
Na osiedlu znajduje się Zespół Szkolno-Przedszkolny.

## Teren
W skład Osiedla Tysiąclecia wchodzą ulice:
- Osiedle Tysiąclecia
- Lipowa
- Opolska